# Fallout 3
A Fallout 3 egy 2008-as számítógépes szerepjáték, a Fallout sorozat harmadik része, mely az elődöktől eltérően nem izometrikus 2D, hanem FPS/TPS 3D megjelenítést használ és nem a Black Isle Studios hanem a Bethesda készítette. A cselekmény szorosan nem kötődik az eredeti játékokéhoz, hiszen az Egyesült Államok másik, keleti partvidékén játszódik, méghozzá 2277-ben, vagyis 200 évvel a Nagy Háború után, és 36 évvel az előző rész cselekményei után.
A megjelenést követően a játék alapvetően pozitív kritikákat kapott, különösen a nemlineáris történetszálak és a karakterfejlesztés lehetőségei miatt. Az NPD Group felmérései alapján az első hónapban 610 000 példányt adtak el belőle, szemben a Bethesda ezt megelőző játékával, az Elder Scrolls IV: Oblivionnal, amelyből félmillió fogyott. A későbbiekben számos letölthető tartalom (DLC) jelent meg a játékhoz.

## Játékmenet
A játékmenet alapjai a Bethesda előző játékához The Elder Scrolls IV: Oblivionhoz hasonlóak. Ugyanazt a Gamebryo grafikus motort használja, sokban megegyezik. Így ahhoz hasonlóan a harc valós idejű is lehet, de az előző Falloutokhoz hasonló akciópontos rendszert is beépítettek (The Vault-Tec Assisted Targeting System: VATS). A fejlődési rendszer is az elődöké (SPECIAL: Strength/Erő, Perception/Érzékelés, Endurance/Kitartás, Charisma/Karizma, Intelligence/Intelligencia, Agility/Ügyesség és Luck/Szerencse).

### Fejlődési rendszer
A karaktergenerálás egészen különleges módon történik. Játékos karakterünk életét ugyanis végig fogjuk kísérni egészen a születésétől kezdve. Ekkor dönthetjük el, hogy mi legyen a neme, a neve, valamint a felnőttkori kinézete. Egyéves korában egy gyerekeknek szóló képeskönyvbe integrálva oszthatjuk szét a SPECIAL pontjait. Tízéves korában egy születésnapi partival kombinálva sajátíthatjuk el a párbeszédrendszer és a harc alapjait, valamint ekkor ismerkedünk meg a Pip-Boy 3000 nevű berendezéssel. Tizenhat évesen egy G.O.A.T. nevű teszt kitöltésével derül ki, hogy karakterünk melyik három képzettségét javasolja a program kiemeltként kezelni.
A játék során tapasztalati pontokat lehet gyűjteni, melynek függvényében egyre erősebb játékos karaktert kapunk. A maximális tapasztalati szint a 20 (a Broken Steel DLC után 30). Az előző részekkel ellentétben, mivel lecsökkent a megléphető szintek száma, már minden szintlépéskor választhatunk magunknak egy perket. Ezek olyan speciális jellemvonások, melyek kihatással vannak a karakter képességeire.
A perkek csak pozitív irányba módosítanak. Az első két részben volt legfeljebb kettő trait is, ami csak induláskor volt választható és volt pozitív és negatív vonzata is.

### Harcrendszer
Míg a régi Fallout részekben a harcok csak körökre osztottan zajlottak, ebben az epizódban egy vegyes rendszer szerepel. A V.A.T.S. névre keresztelt szisztémában alapesetben a valós idő és a körökre osztás keverékét találhatjuk meg (hasonlóan a Fallout Tactics "Continued Turn-Based" módjához). A harc közben a baráti és az ellenséges karakterek egymás után jönnek a körben. Minden mozdulat akciópontot igényel, Ha kedvünk tartja, visszatérhetünk a klasszikus Fallout körökre osztásához. Ilyenkor egy gomb lenyomására a játék megáll, és az ellenfél egyes testrészeire célozhatunk.
Az előző részekkel ellentétben a fegyverek képesek elhasználódni, és idővel csökken a pontosságuk vagy a tüzelési hajlandóságuk, de visszajavíthatók. Emellett különféle hulladékokból vagy gépekből házilag előállított fegyverek beszerzésére is lehetőség van. Újabb újításként fedezhetjük fel, hogy a fej és a test külön öltöztethető. Így például kalapot vagy szemüveget is felvehetünk.

### Jellem, döntések
A karmarendszer is megmaradt, és még nagyobb jelentőséget kapott. Minden cselekedetünk, beleértve a tárgyakkal való interakciót is, karmánkon változtathat. Így például ha ártatlan embereket ölünk egy városban vagy lopáson kapnak minket rajta, pontjaink elkezdenek zuhanni, melynek eredménye az lehet, hogy kiutálnak minket a városból, rosszabb esetben ránk is támadhatnak.
Döntéseink befolyásolják a történetet. A különböző változatok kombinációval négy különféle befejezése lehet a játéknak.

### Társak
Akárcsak az előző epizódokban, a Fallout 3-ban is lehetőség van csapattársakat felvenni. Nem biztos, hogy találkozhatunk az összes karakterrel a játék során, aki velünk tarthat, lévén egyesek megjelenése véletlenszerű, másoké pedig küldetések megoldásának függvénye. Fontos megkötés, hogy egyszerre csak egyvalakit vihetünk magunkkal, tehát ha valaki újat akarunk felvenni, akkor a régit el kell bocsátanunk. Az egyetlen kivétel az easter egg-ként a játékban elrejtett Dogmeat, aki második csapattárs is lehet, viszont ő a többiekkel ellentétben alapesetben meg is halhat (egy választható perk esetében nem).

## Történet
A játék 2277-ben indul Washington D.C.-ben és környékén. A helyszínek túlnyomórészt a valóságban is megtalálhatóak, az alternatív történelem miatti apró eltérésekkel. A város romokban hever, a túlélők pedig több furcsa helyen is élnek, például egy fel nem robbant atombomba közelében, vagy egy repülőgép-hordozó anyahajón. Mivel rengeteg a romos épület, egészen addig, amíg fel nem fedezzük a helyszíneket, a város alatti metrórendszerre vagyunk utalva, ami a közlekedést illeti. Washingtonban két fő erő csap össze egymással: az Enklávé céljai hasonlóak, mint a nyugati parton, azaz a mutánsmentes Amerika feltámasztása; az Acél Testvérisége pedig, eredeti céljától eltérve a pusztaságban élő emberek megsegítésén dolgozik (egy renegát csoportjukat leszámítva, akik továbbra is a Nagy Háború előtti relikviák megmentésén dolgoznak). Emellett több kisebb frakció is létezik: többek között egy vámpír-szekta, egy hippikommuna-szerű közösség, és a rabszolgatartók.
A játék főhőse (nevet mi adunk neki, a külalakkal egyetemben, de mint Magányos Vándor, Lone Wanderer is ismert) a 101-es Menedékben (Vault) él apjával, és néhány tucat túlélővel. Egy nap azonban a hős arra ébred, hogy apja kiment az atomháború utáni világba, a Menedék Felvigyázója pedig foglyul akarja őt ejteni. Nem egészen értvén motivációját, hősünk elhatározza, hogy apja után indul, annak ellenére, hogy a 101-es Menedék, eredeti rendeltetése alapján, egy olyan hely, amit soha nem lehet elhagyni. A Felvigyázó lányának segítségével megszökik, és a pusztaságban kezdi el apját keresni. Az első nyom a Galaxy News Radio műsorvezetőjéhez, Three Doghoz vezet, aki elmondja neki, hogy az apja Rivet Citybe indult. A város tulajdonképpen nem más, mint egy hatalmas repülőgép-hordozó anyahajó. Itt lakik Dr. Li, apjának egykori munkatársa, aki elmondja neki, hogy a szülei sohasem éltek a 101-es Menedékben. Tudósok voltak, akik a Project Purity keretében egy víztisztító erőművé akarták átalakítani a Jefferson-emlékművet. Az ígéretes kísérlet balul ütött ki, hőseink pedig a 101-es Menedékbe menekültek. Apánk most folytatni akarja a projektet, melyhez egy Élet Létrehozását Elősegítő Táska (É.L.E.T., angolul Garden of Eden Creation Kit, G.E.C.K.) szükséges. Úgy vélte, a szerkezetet a 112-es Menedékből lehet csak beszerezni, ahol egy tudós, Dr. Braun foglyul ejtette őt egy virtuális valóságban. Miután kiszabadítottuk őt, a tudós csapattal együtt a Jefferson-emlékműbe indulnak, hogy folytassák a kísérletet. Ám annak kellős közepén váratlanul megjelenik az Enklávé, amely a nyugati parti összeomlásuk ellenére keleten még mindig aktív, és ugyanaz a célja: megtisztítani mindent a mutánsoktól. Apánk önfeláldozó módon végez magával, hogy ne jusson a katonák kezére a berendezés, de megkér rá minket, hogy valahonnét kerítsünk egy É.L.E.T.-et. A túlélő tudósokat az Acél Testvérisége veszi pártfogásába. Bázisukon, a Pentagon helyén berendezett Fellegvárban a számítógépekből kiderül, hogy egy É.L.E.T. a 87-es Menedékben is található - az egyetlen gond csak az, hogy egy bombatalálat miatt halálos dózisú radioaktivitás borítja el a bejárata közelét, ráadásul az egész hemzseg a szupermutánsoktól, mivel FEV-vírussal kísérleteztek ott. Hősünk egy hátsó bejáratot találva bejut a Menedékbe, megszerzi az É.L.E.T-et, ám kifelé jövet Autumn ezredes és az Enklávé rajtaütnek. Raven Rock bázisára viszik, ahol az elnök, John Henry Eden kérésére szabadon engedik. Kiderül, hogy az elnök nem valódi személy, hanem egy mesterséges intelligencia, akinek megvannak a tervei. Ugyanazok a tervek, mint Richardson elnöknek voltak a nyugati parton: módosított FEV-vírus segítségével akar végezni az összes mutánssal, és ehhez a Project Purity-re van szüksége. Szabadon távozhatunk (bár az elnököt önmegsemmisíthetjük), hiszen a célunk innentől nem más, mint bejutni a Jefferson-emlékműbe. Az Acél Testvérisége egy hatalmas robot, a Liberty Prime segítségével juttat be minket oda, ahol a vezérlőteremhez eljutva, a megfelelő aktivációs kód birtokában többféle befejezés közül választhatunk:
- hagyjuk, hogy az önmegsemmisítő aktiválódjon, melynek hatására felrobban a berendezés, és mindenki meghal
- a megfelelő kód használatával aktiváljuk a berendezést, mely sajnos az életünkbe kerül
- Sarah Lyonst küldjük be az Acél Testvériségétől, a megfelelő kóddal

Az utóbbi kettő befejezést választva azt is eldönthetjük, hogy beadagoljuk-e az FEV-vírust, mely tovább módosíthatja a befejezést. A Broken Steel kiegészítő tovább befolyásolja a dolgokat, ugyanis a főhősünk semmiképp sem hal meg, hanem a döntésünktől függő világban ébred két hét kóma után, és harcol tovább.

## A fejlesztés története
A játék fejlesztését még az Interplay berkein kezdte meg a Black Isle Studios, 1999-ben. A harmadik rész külsőre izometrikus 3D-kinézetet kapott volna. Sajnos a játékot előrehaladott készültségi állapotában törölték (ez volt a Van Buren projekt), mivel az Interplay komoly anyagi gondokkal küzdött és a Black Isle Studios munkatársait 2003-ban szélnek eresztették. Az egyjátékos mód jogait eladták a Bethesdának, akik teljesen újrakezdték az egész fejlesztést, az Oblivion alapjain; míg az Interplay megtartotta az MMORPG jogait. Az eredeti változatot 2007-ben hozták nyilvánosságra, techdemó formájában.
Az új Fallout 3 munkálatai 2004 júliusában kezdődtek el, de az Oblivion kiadásáig gyakorlatilag csak a legkezdetlegesebb lépések történtek meg. Ekkor jelentették be, hogy a játék hű marad az elődök szellemiségéhez (még akkor is, ha alapvetően eltér az első két résztől), teljesen megtartja az előző részek hangulatát, karaktereit, és a fekete humort is. A játék engine-jének ekkor jelentették be a Gamebyro-t, és ekkor adták hírül, hogy Liam Neeson lesz a főhős apjának hangja. Ron Perlman pedig továbbra is megmaradt narrátornak.
2007-ben bejelentették, hogy a játék megjelenik majd konzolokra is. Egy számláló jelent meg a hivatalos weboldalon, mely a lejártakor (június 5-én) a 2008 őszét adta meg megjelentetési időpontnak.

## Kiegészítők
| Összegzőoldal | Értékelés                                   |
| ------------- | ------------------------------------------- |
| Metacritic    | 94/100 (Win) 90/100 (PS3) 92/100 (Xbox 360) |

| Szerző        | Értékelés                               |
| ------------- | --------------------------------------- |
| 1Up.com       | A                                       |
| Eurogamer     | 10/10                                   |
| GameSpot      | 9/10 (Win) 9/10 (Xbox 360) 8,5/10 (PS3) |
| GameSpy       | 5/5                                     |
| IGN           | 9,6/10 (Xbox 360) 9,4/10 (PS3)          |
| OXM (US)      | 10/10                                   |
| PC Gamer (UK) | 90%                                     |
| TeamXbox      | 9,4/10                                  |
| X-Play        | 5/5                                     |

Már a játék fejlesztésekor bejelentették, hogy az alapvetően az Elder Scrolls IV: Oblivion alapjaira épülő MOD-rendszer nem marad kihasználatlanul. Azok, akik megvásárolták a játékot, letölthető tartalmakat (DLC) tölthetnek le Xbox 360-ra és Windowsra pontokért cserébe. A következő sorrendben jelentek meg:
- G.E.C.K. - a Fallout 3 ingyenesen letölthető pályaszerkesztője (2008. december)
- Operation Anchorage - a múltban játszódó kiegészítő, mely a Nagy Háború előtt, a 2070-es években Alaszkában dúló csatákat dolgozza fel, oly módon, hogy az Acél Testvériség Kitaszítottjainak egy eddig rejtett bázisa válik elérhetővé az alapjátékban, ahol egy eldugott katonai szimulátor tesztelése közben csöppenünk a múltba. Itt az USA hadseregében próbálhatjuk ki az elsők között a frissen fejlesztett erőpáncélt a kínai támadók ellen. (2009. január 27.)
- The Pitt - Pittsburgh városának maradványai között kalandozunk, ahol a rivális fosztogató bandák vívnak egymás ellen ádáz csatát. A város nem kapott közvetlen bombatalálatot, de a radioaktív mutációk degradálták a társadalmat - mindenki vagy rabszolga, vagy rabszolgatartó. (2009. március 24-én jelent meg, de az Xbox 360-változat hibásan jelent meg, ezért visszavonták és egy nappal később jött ki véglegesen) Az Operation Anchorage-gel együtt megjelent bolti forgalomban is.
- Broken Steel - az alapjáték eseményeit folytatja ez a kiegészítő, melyben az Acél Testvérisége egyszer és mindenkorra ki akarja söpörni az Enklávét Washington területéről. A maximális szinthatárt 30-ig tolja ki, és új képességeket ad. (2009. május 5.)
- Point Lookout - a marylandi Point Lookout Nemzeti Parkban játszódik a történet. Az atombombák itt nem végeztek akkora pusztítást, a hatalmas mocsaras területen az emberek viszonylagos békében éltek - mostanáig. Két, a Nagy Háború óta életben maradt tudós rivalizálása borítja fel a térség nyugalmát: az egyikük egy ghoul, a másikuk pedig egy tartósított agy képében harcol a másik ellen. (2009. június 23.)
- Mothership Zeta - a Fallout 3-ban megtalálható UFO-roncs különös rádiójeleket bocsát ki magából. Az oda látogató kalandort beszippantja egy repülő csészealj, s valami úton-módon vissza kell jutnia a Földre. (2009. augusztus 3.)

## Módosítások
Ausztráliában az OFLC nevű játékvizsgáló bizottság 2008. július 4-én előzetesen megtiltotta a játék forgalmazását. Az indok az volt, hogy a játék drogokat szerepeltet a játékban, és bár azok egy része a valóságban ugyan nem létezik, de szállítási módjuk összefüggést mutat a valódi élet drogterjesztésével. Ezért a játékot módosították, és a valódi élettel kapcsolatos utalásokat eltávolították. Többek között így lett a morfiumból egy semlegesebbnek hangzó "Med-X".
Indiában a Microsoft nem engedte, hogy megjelenjen a játék Xbox 360-on. Az ok az volt, hogy a cég szerint a játékban szereplő kétfejű, brahmin névre hallgató tehenek megsérthetik egyes játékosok vallási önérzetét.
Japánban a játékból teljesen kihagyták "Az atom ereje" küldetés azon részét, amikor Megaton városát fel lehet robbantani egy atombombával. Emellett átnevezték a "Kövér ember" nevű rakétavetőt "Nuka Launcherre", a Nagaszaki városát ért atombomba hasonló elnevezése miatt.

## Külső hivatkozások
- Fallout 3 Hivatalos honlap
- Fallout wiki